# Kiev (tỉnh 1708–1764)

Phân chia Đế quốc Nga thành tám guberniya năm 1708, tỉnh Kiev tô màu vàng ở bên trái

Tỉnh Kiev (tiếng Nga tiền cải cách: Кіевская губернія, tiếng Ukraina: Київська губернія), là một đơn vị hành chính (guberniya) của nước Nga Sa hoàng và sau là của Đế quốc Nga. Tỉnh được thành lập vào tháng 12 năm 1708 và là một trong tám guberniya đầu tiên được hình thành theo các cải cách của Pyotr Đại đế.

## Mô tả
Tỉnh Kiev vào thế kỷ 18 khác rất nhiều so với tỉnh Kiev vào thế kỷ 19. Khi một đơn vị chỉ nằm ở tả ngạn sông Dnepr, còn đơn vị sau này lại nằm bên kia sông. Trong cuộc cải cách lãnh thổ, Yekaterina Đại đế đã chuyển tỉnh thành phó vương quốc của Nga vào năm 1781. Tỉnh Kiev đầu tiên được thành lập trên phần lớn Quốc gia hetman Cossack, cùng cả một lãnh thổ rộng lớn ở phía đông của nó, trong khi Sich Zaporizhia đang là một lãnh thổ đồng cai trị của Đế quốc Nga và Thịnh vượng chung Ba Lan-Litva.
Năm 1727, tỉnh này được tách thành tỉnh Kiev và tỉnh Belgorod. Năm 1764, có một sự phân chia khác khi tỉnh Tiểu Nga và Tân Nga được thành lập.
Năm 1781, tỉnh Kiev và Tiểu Nga được tổ chức lại thành các phó vương quốc Kiev, Novhorod-Siversky và Chernihiv ngay sau khi Ba Lan bị phân chia. Năm 1796, phó vương quốc Kiev được đổi tên lại thành tỉnh Kiev.
Biên giới của tỉnh đã trải qua những thay đổi đáng kể, đặc biệt là vào năm 1796 khi phần lớn lãnh thổ của nó được chuyển từ Ukraina tả ngạn sang Ukraina hữu ngạn. Kiev là trung tâm hành chính của guberniya.

## Thành lập và các cải cách

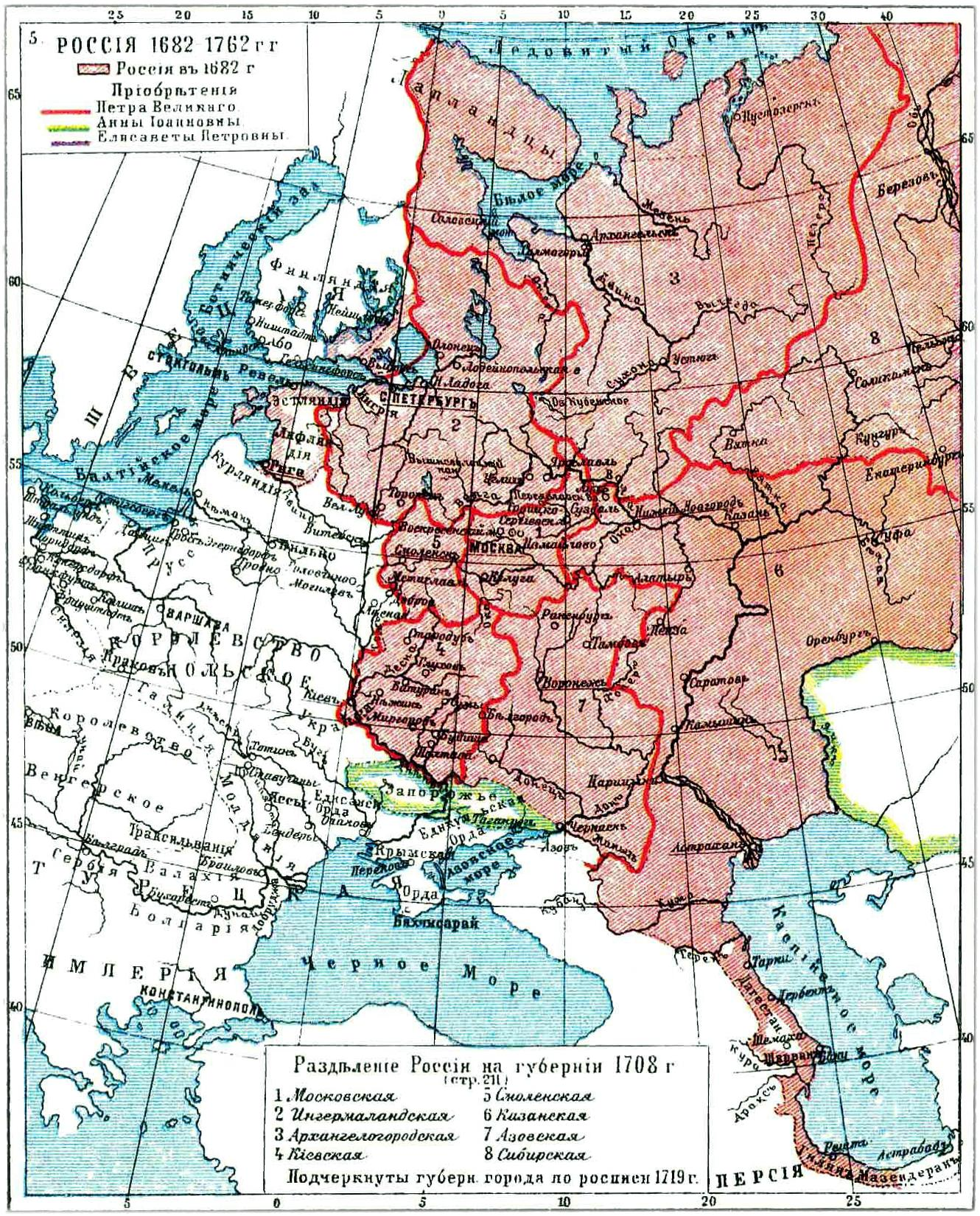
Nga năm 1682–1762

Tỉnh Kiev cùng với bảy tỉnh khác được thành lập vào ngày 29 tháng 12 [lịch cũ 18 tháng 12], năm 1708, theo sắc lệnh của Sa hoàng Pyotr Đại đế. Cũng như các tỉnh còn lại, biên giới cũng như các phân khu nội bộ của tỉnh Kiev đều không được xác định; thay vào đó, lãnh thổ được định nghĩa là một tập hợp các thành phố và vùng đất liền kề với các thành phố đó. Lãnh thổ ban đầu gần như dựa trên "vùng đất Siever", bao quanh là các tỉnh Smolensk, Moskva và Azov.
| #   | Thành phố         | #   | Thành phố   | #   | Thành phố |
| --- | ----------------- | --- | ----------- | --- | --------- |
| 1.  | Kiev              | 14. | Sumy        | 27. | Sevesk    |
| 2.  | Pereslavl         | 15. | Krasnopolye | 28. | Kursk     |
| 3.  | Chernigov         | 16. | Mezhirichi  | 29. | Mtsensk   |
| 4.  | Nezhin            | 17. | Zolochev    | 30. | Putivl    |
| 5.  | Novobogoroditskoy | 18. | Buromlya    | 31. | Karachev  |
| 6.  | Sergiyevskoy      | 19. | Rublevka    | 32. | Kromy     |
| 7.  | Kamennoy Zaton    | 20. | Gorodnoye   | 33. | Rylsk     |
| 8.  | Belgorod          | 21. | Sudzha      | 34. | Bryansk   |
| 9.  | Akhtyrka          | 22. | Lebedyan    | 35. | Orel      |
| 10. | Bogodukhov        | 23. | Miropol     | 36. | Novosil   |
| 11. | Murakhva          | 24. | selo Vena   |     |           |
| 12. | Sennoye           | 25. | Belopolye   |     |           |
| 13. | Bolkhov           | 26. | Olshanka    |     |           |

Ngoài ra, mười bảy thành phố (theo nguồn; chỉ có mười sáu thành phố thực sự được liệt kê) của tỉnh Azov được giao cho tỉnh Kiev do vị trí địa lý gần Kiev hơn Azov. Trong số những thành phố như vậy có Kharkov và Staroy Oskol. Ngoài ra, Kiev cũng được triều đình giao cho Trubchevsk và hai thành phố khác từ tỉnh Smolensk, trong khi một số thành phố của Kiev lại được giao cho Azov và Smolensk.
Với tư cách là đơn vị hành chính, tỉnh này có tiền thân là đơn vị Trung đoàn của Quốc gia hetman Cossack. Đáng chú ý là thực tế cả hai đơn vị đã tồn tại trong hầu hết thế kỷ 18, trong đó đơn vị hành chính Trung đoàn đã bị loại bỏ dần và sau đó chỉ tồn tại cho mục đích quân sự. Vào thời điểm thành lập, tỉnh này có diện tích 231.000 km² lãnh thổ hiện là một phần Ukraina và tây nam nước Nga.
Tỉnh ban đầu được chia thành các uyezd và razryad, tỉnh này đã bãi bỏ hệ thống hành chính lỗi thời của một đế chế đang phát triển nhanh chóng. Trong cuộc cải cách hành chính năm 1710, tất cả các tỉnh được chia thành các lô hành chính-tài chính (doli) và tỉnh Kiev bao gồm năm lô. Các lô được quản lý bởi landrat, bắt nguồn từ ủy viên hội đồng đất đai của Đức.
Một sắc lệnh cải cách mới được ban hành vào ngày 29 tháng 5 năm 1719. Các lô bị bãi bỏ và tỉnh được chia nhỏ thành bốn tỉnh cấp hai có trung tâm là Belgorod, Kiev, Oryol và Sevsk, đồng thời được đặt tên theo thành phố đó. Đến năm 1719, tỉnh bao gồm 41 thành phố. Các tỉnh cấp hai lại được chia thành các huyện. Bất chấp cải cách, việc chia nhỏ tỉnh thành các trung đoàn vẫn được sử dụng song song với các tỉnh cấp hai.
Trong quá trình cải cách hành chính năm 1727, các tỉnh cấp hai Belgorod, Oryol và Sevsk được tách ra thành tỉnh Belgorod, chỉ còn tỉnh cấp hai Kiev nằm trong tỉnh Kiev. Các guberniya vào thời điểm này được chia thành các uyezd thay thế các huyện.